# فلاكورة كافاليرية
فلاكورة كافاليرية (الاسم العلمي:Flacourtia cavaleriei) هي نوع من النباتات تتبع جنس الفلاكورة من الفصيلة الصفصافية.